# Culex iolambdis
Culex iolambdis är en tvåvingeart som beskrevs av Dyar 1918. Culex iolambdis ingår i släktet Culex och familjen stickmyggor. Inga underarter finns listade i Catalogue of Life.